# قطغن (هزاره)
هزارهٔ قَطغن یا قَطغِیت، یکی از قبیله‌های قوم هزاره هستند که سکونتگاه اصلی‌شان منطقهٔ قطغن یا شمال افغانستان است.